# Tereske

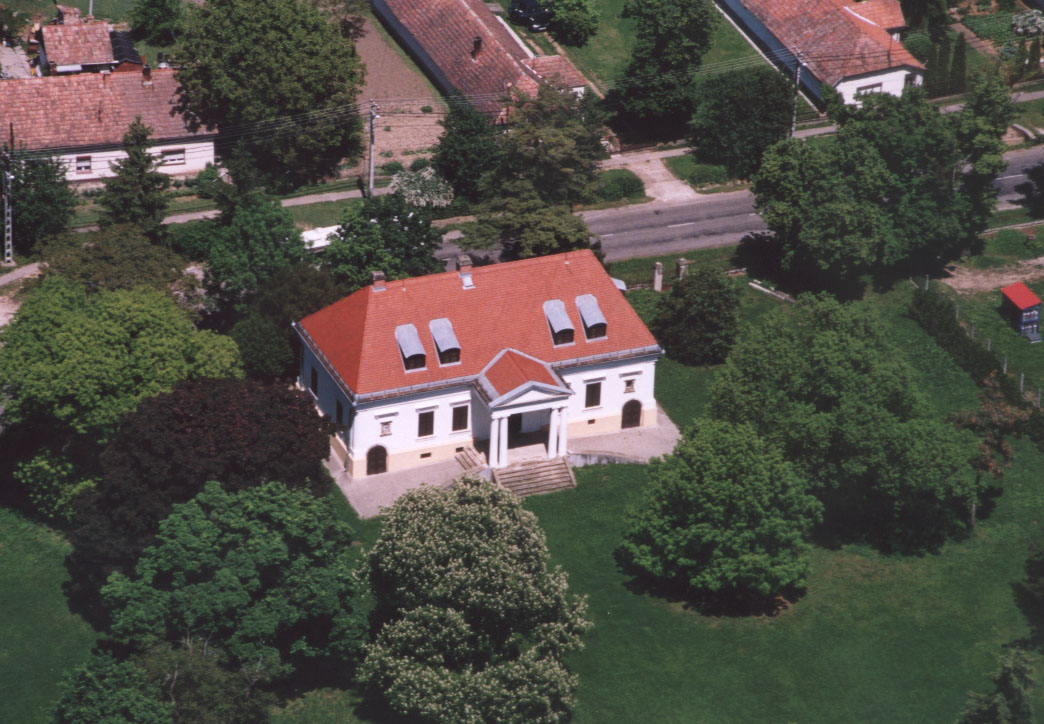
fragment osady z lotu ptaka

Tereske – wieś i gmina w północnej części Węgier, w pobliżu miasta Rétság. Miejscowość leży na obszarze Średniogórza Północnowęgierskiego, w pobliżu granicy ze Słowacją. Administracyjnie należy do powiatu Rétság, wchodzącego w skład komitatu Nógrád.
Gmina Tereske liczy 730 mieszkańców (2009) i zajmuje obszar 17,03 km².